# HD 217186
HD 217186，又名BD+06 5092，SAO 127874、HR 8738，是一颗恒星，视星等为6.33，位于銀經80.5，銀緯-46.04，其B1900.0坐标为赤經22h 53m 40s，赤緯+6° -46.04′ 23″。